# Peter av Brasilien
Peter av Brasilien (Pedro Afonso Cristiano Leopoldo Eugénio Fernando Vicente Gabriel Rafael Gonzaga), född 19 juli 1848 i Rio de Janeiro, Brasilien, död 9 januari 1850 i samma stad. Han var yngsta barnet och yngste son till Peter II av Brasilien och Theresa Christina av Bägge Sicilierna. Han var arvtagare till Brasiliens tron, eftersom hans äldre bror Afonso av Brasilien avlidit tidigt. 
Efter Peters död blev hans äldre syster Isabella av Brasilien arvtagare till tronen.